# Mental Funeral
 (février 2024).
Si vous disposez d'ouvrages ou d'articles de référence ou si vous connaissez des sites web de qualité traitant du thème abordé ici, merci de compléter l'article en donnant les références utiles à sa vérifiabilité et en les liant à la section « Notes et références ».
Albums de Autopsy
Retribution for the Dead
(1991) Acts of the Unspeakable
(1992)
Mental Funeral est le deuxième album studio du groupe de Death metal américain Autopsy. L’album est sorti en 1991 sous le label Peaceville Records.
Cet album se démarque des autres productions d’Autopsy. En effet, il inclut des éléments de Doom metal que l’on ne retrouvera pas dans les autres albums du groupe.

## Musiciens
- Chris Reifert – Chant, Batterie
- Eric Cutler – Guitare, Chant sur le titre Slaughterday
- Danny Coralles – Guitare
- Steve Cutler – Basse

## Liste des morceaux
1. Twisted Mass of Burnt Decay – 2:14
2. In the Grip of Winter – 4:09
3. Fleshcrawl – 0:35
4. Torn from the Womb – 3:19
5. Slaughterday – 4:13
6. Dead – 3:37
7. Robbing the Grave – 4:20
8. Hole in the Head – 6:03
9. Destined to Fester – 4:33
10. Bonesaw – 0:46
11. Dark Crusade – 4:02
12. Mental Funeral – 0:32